# Steinbrüche am Steinschab

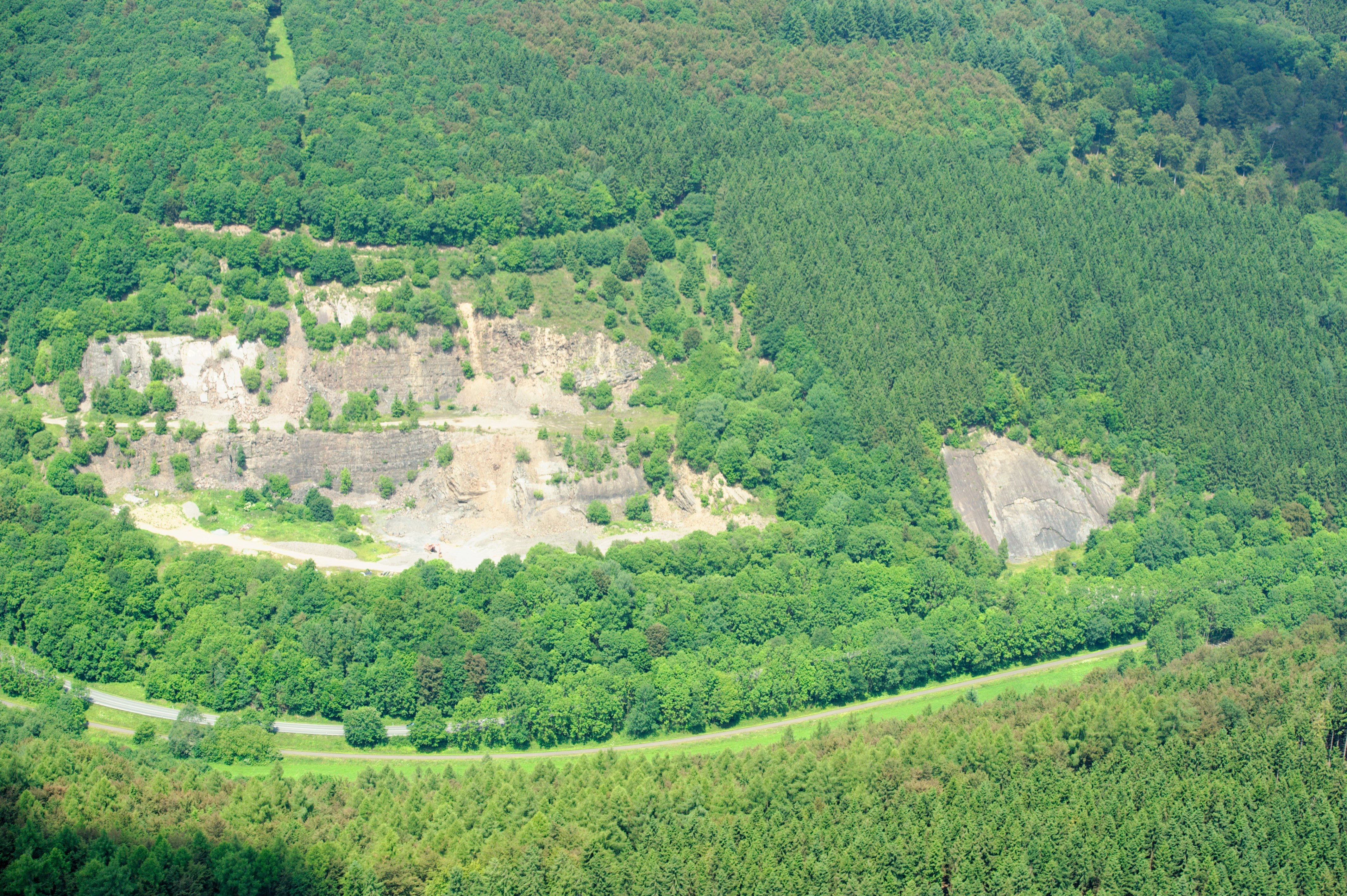
Mittlerer und östlicher Steinbruch am Steinschab

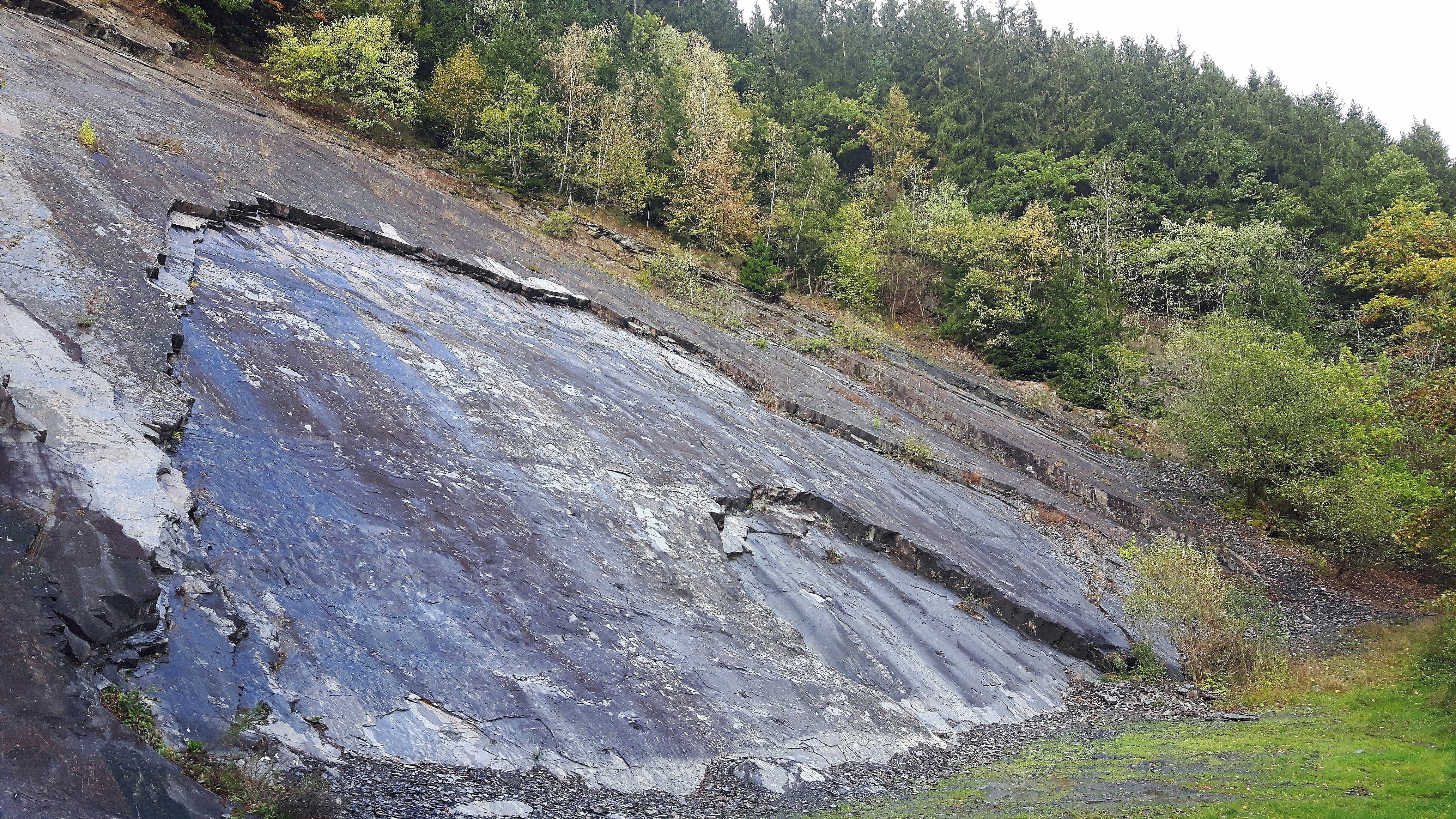
Östlicher Bereich vom LB Steinbruch am Steinschab, welcher als Kletterwand genutzt wird

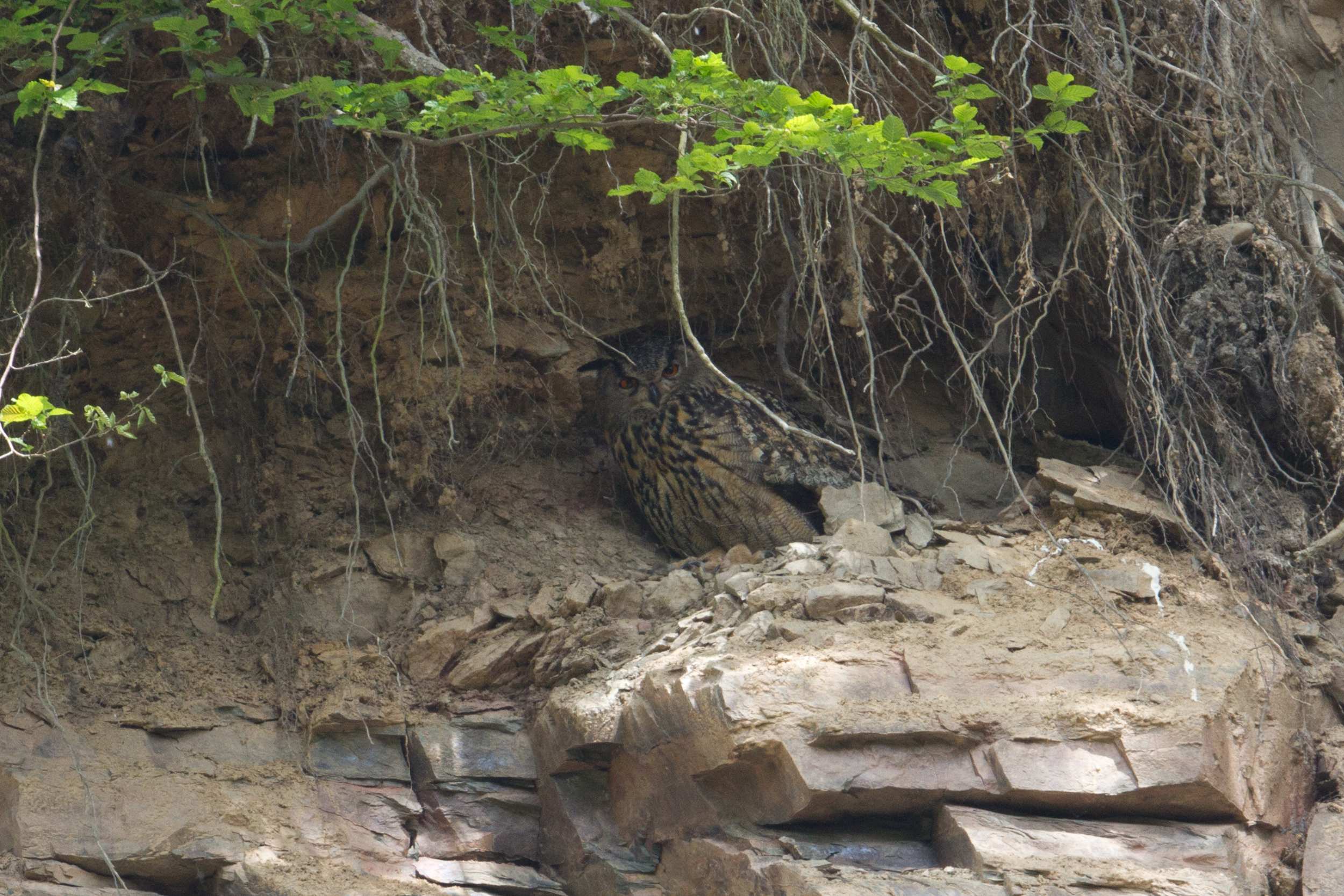
Uhu im Westbereich

Die Steinbrüche am Steinschab liegen nordwestlich von Hallenberg am Berg Steinschab im Hochsauerlandkreis. Es handelt sich um drei Steinbrüche. Der westliche Steinbruch grenzt im Westen teils an das Landschaftsschutzgebiet Hallenberger Waldlandschaft. Die Zufahrt erfolgt von der B 236, wobei die Steinbrüche im Süden direkt an die B 236 grenzen.

## Informationen zu den Steinbrüchen
Der kleine Oststeinbruch liegt im Geschützten Landschaftsbestandteil Steinbruch am Steinschab. In diesem Steinbruchbereich wird vom Deutschen Alpenverein seit 2006 ein Klettergebiet betrieben. Der mittlere große Steinbruch wird auf der untersten Sohle teilweise als Lagerplatz von einem Bauunternehmen genutzt und ist ganz vom Geschützten Landschaftsbestandteil Steinbruch am Steinschab umgeben. Der große Weststeinbruch wird als Bodendeponie genutzt und verkippt.